# Vilma Jasenovcová
Vilma Jasenovcová (31. března 1928 – ???), byla slovenská a československá politička Komunistické strany Slovenska a poúnorová poslankyně Národního shromáždění ČSR.

## Biografie
Ve volbách roku 1954 byla zvolena za KSS do Národního shromáždění ve volebním obvodu Rajec-Žilina-Povážská Bystrica. V parlamentu setrvala až do konce funkčního období, tedy do voleb roku 1960. K roku 1954 se profesně uvádí jako dělnice ve výrobním družstvu Rajčanka.